# Maurizio D'Ancora
Maurizio D'Ancora nacido como Rodolfo Gucci (16 de julio de 1912 en Florencia Italia – 15 de mayo de 1983) en Milán, Italia, fue un actor cinematográfico de nacionalidad italiana, a lo largo de cuya carrera trabajó en más de cuarenta producciones. Fue uno de los cinco hijos de Guccio Gucci

## Biografía
Su verdadero nombre era Rodolfo Gucci, y nació en Florencia, Italia, en el seno de una acomodada familia de comerciantes dedicada a la industria textil y de confección, la cual daría lugar a la famosa casa de moda Gucci, fundador de la famosa casa de modas italiana.

## Inicios
Descubierto por el cineasta danés Alfred Lind, debutó en el cine bajo su dirección en 1929 en el film mudo Ragazze non scherzate, en el que actuó junto a Leda Gloria. Ese mismo año trabajó en la película de Mario Camerini Rotaie, que fue la que realmente lanzó su carrera. 
En 1944 se casó con la actriz Sandra Ravel y finalizada la Segunda Guerra Mundial, dejó el cine para dedicarse, junto a sus hermanos Aldo, Vasco y Ugo, a la dirección de la empresa Gucci.
Además, dedicó tiempo al coleccionismo, recopilando filmes documentales cuyos protagonistas fueron Adolf Hitler y Benito Mussolini. 

## Miembro de la familia Gucci
Fue uno de los cinco hijos de Guccio Gucci, fundador de la epónima casa de modas italiana. En enero de 1953 D' Ancora (nombre artístico) dejó la actuación y regresó al negocio familiar después del fallecimiento de su padre, En 1952 Rodolfo y sus hermanos Aldo y Vasco viajaron a la ciudad de Nueva York. Abrieron su primera tienda Gucci fuera de Italia, en Nueva York, Estados Unidos, solo dos semanas antes de la muerte de su padre. En 1967, creó la bufanda Gucci Flora para Grace Kelly esposa del príncipe Rainiero de Mónaco.
Después de la muerte de su hermano Vasco Gucci en 1974, Rodolfo y Aldo dividieron el negocio entre ellos a 50/50. por lo tanto los hijos de Aldo consideraron que Rodolfo no había contribuido al crecimiento de la empresa. Con el intento de incrementar su beneficio, Aldo lanzó un perfume donde tenía el 80% de propiedad y el resto para sus tres hijos. Esto originaría finalmente una rivalidad en espiral originando una guerra familiar.

## Muerte y legado
Rodolfo Gucci murió el 15 de mayo de 1983 a los 70 años en Milán, Italia. Después de su muerte, su hijo Maurizio Gucci heredó su participación mayoritaria en la compañía, convirtiéndose en el accionista mayoritario. Después de una batalla legal por seis años para el control de la empresa contra su tío Aldo Gucci, en 1989 Maurizio Gucci fue presidente del Grupo Gucci. Maurizio no tenía un fondo en el negocio y en 1993 entraron en un deterioro económico y estrechez creativas. Ese año Maurizio Gucci resignado vendió sus intereses remanentes a Investcorp, finalizando la familia Gucci su asociación con la compañía. En 1995, Maurizio Gucci fue tiroteado por un sicario contratado. En 1998, su exesposa Patrizia Reggiani fue condenada por ser la autora intelectual del asesinato.

## Filmografía
- Ragazze non scherzate, de Alfred Lind (1929)
- Rotaie, de Mario Camerini (1931)
- Figaro e la sua gran giornata, de Mario Camerini (1931)
- La vacanza del diavolo, de Jack Salvatori (1931)
- La vecchia signora, de Amleto Palermi (1932)
- Cinque a zero, de Mario Bonnard (1932)
- Venere, de Nicola Fausto Neroni (1933)
- La voce lontana, de Guido Brignone (1933)
- La serva padrona, de Giorgio Mannini (1933)
- Al buio insieme, de Gennaro Righelli (1933)
- Il canale degli angeli, de Francesco Pasinetti (1934)
- Quei due, de Gennaro Righelli (1935)
- Freccia d'oro, de Piero Ballerini y Corrado D'Errico (1935)
- Casta Diva, de Carmine Gallone (1935)
- Milizia territoriale, de Mario Bonnard (1935)
- Ginevra degli Almieri, de Guido Brignone (1935)
- L'ambasciatore, de Baldassarre Negroni (1936)
- Nozze vagabonde, de Guido Brignone (1936)
- Nina, non far la stupida, de Nunzio Malasomma (1937)
- Nonna Felicita, de Mario Mattoli (1938)
- L'antenato, de Guido Brignone (1938)
- L'albergo degli assenti, de Raffaello Matarazzo (1939)
- Batticuore, de Mario Camerini (1939)
- Terra di nessuno, de Mario Baffico (1939)
- Le educande di Saint-Cyr, de Gennaro Righelli (1939)
- La notte delle beffe, de Carlo Campogalliani (1939)
- La conquista dell'aria, de Romolo Marcellini (1939)
- Il documento, de Mario Camerini (1939)
- Scandalo per bene, de Esodo Pratelli (1940)
- Centomila dollari, de Mario Camerini (1940)
- Ritorno, de Géza von Bolváry (1940)
- Don Pasquale, de Camillo Mastrocinque (1940)
- Il re del circo, de Tullio Covaz (1940)
- Finalmente soli, de Giacomo Gentilomo (1942)
- La zia di Carlo, de Alfredo Guarini (1942)
- I sette peccati, de Ladislao Kish (1942)
- La fabbrica dell'imprevisto, de Jacopo Comin (1942)
- Gioco d'azzardo, de Parsifal Bassi (1943)
- Inviati speciali, de Romolo Marcellini (1943)
- L'avventura di Annabella, de Leo Menardi (1943)
- Il nostro prossimo, de Gherardo Gherardi y Aldo Rossi (1943)
- La donna della montagna, de Renato Castellani (1943)
- La buona fortuna, de Fernando Cerchio (1944)
- La vita semplice, de Francesco De Robertis (1945)
- Biraghin, de Carmine Gallone (1946)